# Liste des districts des îles Andaman et Nicobar
Le territoire des îles Andaman et Nicobar en Inde est subdivisé en 3 districts:

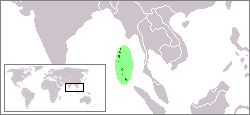
Le territoire des îles Andaman et Nicobar.

## Liste des districts
| Code | District              | Chef-lieu   | Population (2011) | Superficie (km²) | Densité (/km²) | Site web officiel                                                 |
| NA   | Andaman septentrional | Mayabunder  | 105,539           | 3,227            | 32             | http://www.and.nic.in/nmandaman/                                  |
| SA   | Andaman du Sud        | Port Blair  | 237,586           | 3,181            | 80             | http://www.and.nic.in/dcandaman/                                  |
| NI   | Nicobar               | Car Nicobar | 36,819            | 1,841            | 20             | https://web.archive.org/web/20071204104233/http://nicobar.nic.in/ |